# Bảo tàng Khu vực ở Jawor
Bảo tàng Khu vực ở Jawor (tiếng Ba Lan: Muzeum Regionalne w Jaworze) là một bảo tàng tọa lạc tại số 6 Phố Klasztorna, Jawor, Ba Lan. Trụ sở của Bảo tàng nằm trong khuôn viên của một quần thể tu viện được xây dựng vào thế kỷ 15. Từ năm 2015, Arkadiusz Muła thay thế Teresa Chołubek-Spyt làm giám đốc của Bảo tàng.

## Lược sử hình thành
Bảo tàng Khu vực ở Jawor được thành lập vào năm 1929 với tên gọi Heimatmuseum Jauer. Ban đầu, trụ sở của Bảo tàng là một biệt thự (hiện ở phố Piłsudskiego) được Giáo sư Carl Koschwitz tặng cho Bảo tàng. Năm 1964, các bộ sưu tập của Bảo tàng được chuyển đến tòa nhà tu viện. Toàn bộ khu phức hợp được cải tạo từ năm 1978 đến năm 1986. Bảo tàn chính thức mở cửa đón công chúng trở lại vào tháng 12 năm 1986.

## Triển lãm
Bộ sưu tập của Bảo tàng Khu vực ở Jawor hiện đang bao gồm các triển lãm thường trực tiêu biểu sau:
- "Vùng đất Jaworska thời tiền sử": trưng bày những phát hiện khảo cổ học, từ thời kỳ đồ đá đến thời kỳ di cư của các dân tộc (thế kỷ 5 và 6 sau Công nguyên)
- "Hàng thủ công cũ" và "Bánh mì gừng Jaworskie": trưng bày các sản phẩm của các thợ kim hoàn địa phương và các mẫu bánh mì gừng lịch sử. Ngoài ra, lịch sử của nghề đúc khóa Silesian, đồ gốm, và một số nghề khác cũng được giới thiệu.

## Giờ mở cửa
Bảo tàng Khu vực ở Jawor hoạt động quanh năm, mở cửa vào các ngày thứ Bảy và Chủ nhật (từ tháng 11 đến tháng 3), và mở cửa từ thứ Tư đến Chủ nhật (từ tháng 4 đến tháng 9). Khách tham quan phải trả phí vào cửa, riêng thứ Tư vào các tháng mùa hè khách tham quan được vào cửa miễn phí.